# Emmanuel Garijo
Pour les articles homonymes, voir Garijo.
Emmanuel Garijo est un acteur français spécialisé dans le doublage. Il est notamment la voix française régulière de Chris Pine, Hayden Christensen, Liam Hemsworth, Freddy Rodríguez ou encore Jesse Metcalfe, ainsi que de Stitch, Daffy Duck et Taz (depuis 2011).

## Biographie
C'est en 1985 qu'Emmanuel Garijo débute le doublage sur le film Mad Max 3.
Trois ans plus tard, il connaît une première expérience à l'écran dans la sitcom Salut les homards. De nature discrète, on le retrouvera cependant en 2006 dans le rôle de Vincent dans la série jeunesse Trop la classe !, diffusée sur Disney Channel.
Se consacrant principalement au doublage, il est aujourd'hui la voix française régulière de nombreux acteurs tels que Chris Pine, Hayden Christensen, Liam Hemsworth, Colin Hanks, Ben Barnes, Michael Peña, Nicholas Hoult, Andy Samberg, Freddy Rodríguez ou encore Jesse Metcalfe.
Également connu dans le milieu de l'animation, il est notamment la voix du personnage Anakin Skywalker, de Stitch, de Bernie dans Corneil et Bernie, de Kaeloo mais aussi la troisième voix de Daffy Duck et la quatrième de Taz depuis le décès de Patrick Guillemin en 2011.
Il est aussi la voix antenne de Skyrock depuis 1997. Il est le compagnon de la comédienne de doublage Ingrid Donnadieu. Sa sœur Alexandra est également comédienne de doublage.

## Filmographie

### Téléfilm
- 2010 : Trop la classe verte ! : Vincent

### Séries télévisées
- 1988-1991 : Salut les homards : Tanguy
- 2006 : Trop la classe ! : Vincent
- 2011 : Trop la classe café ! : Vincent

## Doublage
Sources : Doublage Séries Database, Planète Jeunesse, AlloDoublage, La Tour des héros et AnimeNewsNetwork.
Note : Les dates en italique correspondent aux sorties initiales des films dont Emmanuel Garijo a assuré le redoublage ou le doublage tardif.

### Cinéma

#### Films
- Michael Peña dans :
  - Lions et Agneaux (2007) : Ernest Rodriguez
  - 30 Minutes maximum (2011) : Chango
  - Ant-Man (2015) : Luis
  - Vive les vacances (2015) : le policier du Nouveau-Mexique
  - Seul sur Mars (2015) : major Rick Martinez
  - Beauté cachée (2016) : Simon Scott
  - War on Everyone : Au-dessus des lois (2016) : Bob Bolaño
  - Un raccourci dans le temps (2018) : Red, l'Homme aux yeux rouges
  - Ant-Man et la Guêpe (2018) : Luis
  - La Mule (2018) : l'agent Treviño
  - Nightmare Island (2020) : M. Roarke
  - Tom et Jerry (2021) : Terrance
  - Moonfall (2022) : Tom Lopez
  - Base secrète (2022) : Ansel Argon
  - Plus tard, j'atteindrai les étoiles (2023) : José M. Hernández
  - A Working Man (2025) : Joe Garcia

- Chris Pine dans :
  - Un mariage de princesse (2004) : Nicholas Devreaux
  - Blind Dating (2006[n 1]) : Danny
  - Star Trek (2009) : James T. Kirk
  - Infectés (2009) : Brian Green
  - Star Trek Into Darkness (2013) : James T. Kirk
  - The Ryan Initiative (2014) : Jack Ryan
  - Stretch (2014) : Roger Karos
  - Comment tuer son boss 2 (2014) : Rex Hanson
  - Star Trek : Sans limites (2016) : James T. Kirk
  - Comancheria (2016) : Toby Howard
  - Wonder Woman (2017) : Steve Trevor
  - Outlaw King : Le Roi hors-la-loi (2018) : Robert de Brus
  - Wonder Woman 1984 (2020) : Steve Trevor
  - Don't Worry Darling (2022) : Frank
  - Donjons et Dragons : L'Honneur des voleurs (2023) : Edgin le barde

- Nicholas Hoult dans : 
  - Jack le chasseur de géants (2013) : Jack
  - Dark Places (2015) : Lyle
  - Mad Max: Fury Road (2015) : Nux
  - Equals (2015) : Silas
  - No Way Out (2017) : Casey
  - Rebel in the Rye (2017) : J. D. Salinger
  - Tolkien (2019) : J. R. R. Tolkien
  - Le Gang Kelly (2019) : Constable Fitzpatrick
  - The Banker (2020) : Matt Steiner
  - Le Menu (2022) : Tyler
  - Renfield (2023) : R. M. Renfield
  - Juré n°2 (2024) : Justin Kemp
  - Superman (2025) : Lex Luthor

- Hayden Christensen dans : 
  - Star Wars, épisode II : L'Attaque des clones (2002) : Anakin Skywalker
  - Star Wars, épisode III : La Revanche des Sith (2005) : Anakin Skywalker
  - Medieval Pie : Territoires vierges (2007) : Lorenzo de Lamberti
  - Awake (2007) : Clay
  - Jumper (2008) : David Rice
  - Takers (2010) : AJ
  - L'Empire des Ombres (2011) : Luke Ryder
  - First Kill (2017) : William « Will » Beamon
  - Little Italy (2018) : Léo Campoli
  - Star Wars, épisode IX : L'Ascension de Skywalker (2019) : Anakin Skywalker (caméo vocal)

- Colin Hanks dans :
  - Allison Forever (2001) : Felix Woods
  - Orange County (2002) : Shaun Brumder
  - King Kong (2005) : Preston
  - Intraçable (2008) : agent Griffin Dowd
  - Super blonde (2008) : Oliver
  - Maman, j'ai raté ma vie (2012) : Rob
  - Parkland (2013) : Dr Malcolm Perry
  - Elvis and Nixon (2016) : Egil Krogh (en)
  - Unis même après la mort (en) (2024) : Nathan

- Liam Hemsworth dans : 
  - Hunger Games (2012) : Gale Hawthorne
  - Expendables 2 : Unité spéciale (2012) : Billy « The Kid » Timmons
  - Hunger Games : L'Embrasement (2013) : Gale Hawthorne
  - Hunger Games : La Révolte, partie 1 (2014) : Gale Hawthorne
  - Hunger Games : La Révolte, partie 2 (2015) : Gale Hawthorne
  - Independence Day: Resurgence (2016) : Jake Morrison
  - Arkansas (2020) : Kyle
  - Most Dangerous Game (2020) : Dodge Tynes
  - Land of Bad (2024) : le sergent J. J. Kinney
  - Lonely Planet (2024) : Owen Brophy

- Bam Margera dans : 
  - Jackass, le film (2002) : Bam Margera
  - Jackass: Number Two (2006) : Bam Margera
  - Jackass 3 (2010) : Bam Margera
  - Jackass Forever (2022) : Bam Margera

- Justin Long dans : 
  - Alvin et les Chipmunks (2007) : Alvin Seville (voix)
  - Alvin et les Chipmunks 2 (2009) : Alvin Seville (voix)
  - Alvin et les Chipmunks 3 (2011) : Alvin Seville (voix)
  - Alvin et les Chipmunks : À fond la caisse (2015) : Alvin Seville (voix)

- Ben Barnes dans : 
  - Le Monde de Narnia : Le Prince Caspian (2008) : le prince Caspian X
  - Le Monde de Narnia : L'Odyssée du Passeur d'Aurore (2010) : le prince Caspian X
  - Un grand mariage (2013) : Alejandro Griffin
  - Le Septième Fils (2014) : Thomas Jason Ward

- Andy Samberg dans : 
  - Sexe entre amis (2011) : Quincy
  - Popstar : Célèbre à tout prix (2016) : Conner Friel
  - Palm Springs (2020) : Nyles
  - Lee Miller (2024) : David Scherman

- Robert Oliveri dans : 
  - Chérie, j'ai rétréci les gosses (1989) : : Nick Szalinski
  - Edward aux mains d'argent (1990) : Kevin Boggs
  - Chérie, j'ai agrandi le bébé (1992) : Nick Szalinski

- Jay Hernández dans : 
  - Crazy/Beautiful (2001) : Carlos Nuñez
  - World Trade Center (2005) : Dominick Pezzulo
  - En quarantaine (2008) : Jake

- Kuno Becker dans : 
  - Disparitions (2002) : Gustavo Santos
  - Goal! : Naissance d'un prodige (2005) : Santiago Munez
  - Goal 2 : La Consécration (2006) : Santiago Munez

- Freddy Rodríguez dans : 
  - Bad Times (2005) : Mike Alonzo
  - La Jeune Fille de l'eau (2006) : Reggie
  - Poséidon (2006) : Valentin

- T. J. Miller dans : 
  - Trop belle ! (2010) : Jaunâtre
  - Jusqu'à ce que la fin du monde nous sépare (2012) : Chipper Host
  - Transformers : L'Âge de l'extinction (2014) : Lucas Flannery

- Fred Savage dans :
  - Princess Bride (1987) : le petit-fils
  - Bienvenue à Mooseport (2004) : Bullard

- Casey Affleck dans :
  - Race the Sun (1996) : Daniel Webster
  - Les Brasiers de la colère (2013) : Rodney Baze Jr.

- Jonathan Bennett dans :
  - Big Mamma : De père en fils (2000) : Delante
  - Lolita malgré moi (2004) : Aaron Samuels

- Gael García Bernal dans : 
  - Amours chiennes (2000) : Octavio
  - Desierto (2015) : Moïse

- Jason Biggs dans :
  - Diablesse (2001) : Darren Silverman
  - Le Fantôme de mon ex-fiancée (2008) : Dan

- Victor Rasuk dans :
  - Haven (2004) : Fritz
  - Stop-Loss (2008) : Rico Rodriguez

- Rob Brown dans :
  - Coach Carter (2005) : Kenyon Stone
  - Dance with Me (2006) : Rock

- Ryan Merriman dans :
  - Destination finale 3 (2005) : Kevin Fischer
  - Le Cercle 2 (2005) : Jake

- Jon Heder dans :
  - La Revanche des losers (2005) : Clark
  - Les Rois du patin (2007) : Jimmy MacElroy

- Justin Bartha dans :
  - Chassé-croisé à Manhattan (2005) : Jasper
  - Mon babysitter (2010) : Aram Finklestein

- Kevin Hart dans :
  - 40 ans, toujours puceau (2005) : client de Smart Tech
  - C'est la fin (2013) : Kevin Hart[n 2]

- Channing Tatum dans :
  - Il était une fois dans le Queens (2006) : Antonio, jeune
  - Le Dilemme (2011) : Zip

- Jeff Bennett dans : 
  - Il était une fois : Pip l'écureuil (2007) (voix)
  - Il était une fois 2 : Pip l'écureuil (2022) (voix)

- Jim Sturgess dans :
  - Deux Sœurs pour un roi (2008) : George Boleyn
  - Droit de passage (2010) : Gavin Kossef

- Joe Nunez dans :
  - Sept Vies (2008) : Larry
  - Voisins du troisième type (2012) : Antonio Guzman

- Marcus Coloma dans :
  - Le Chihuahua de Beverly Hills 2 (2010) : Sam Cortez
  - Le Chihuahua de Beverly Hills 3 (2011) : Sam Cortez

- Simon Pegg dans :
  - Paul (2011) : Graeme Willy
  - Le Dernier Pub avant la fin du monde (2013) : Gary King

- Don Omar dans : 
  - Fast and Furious 5 (2011) : Rico Santos
  - Fast and Furious 9 (2021) : Rico Santos

- Ismael Cruz Córdova dans : 
  - Out of Control (2013) : Manny
  - Marie Stuart, reine d'Écosse (2018) : David Rizzio

- Tye Sheridan dans : 
  - X-Men: Apocalypse (2016) : Scott Summers / Cyclope
  - X-Men: Dark Phoenix (2019) : Scott Summers / Cyclope

- Manuel Garcia-Rulfo dans :
  - Le Crime de l'Orient-Express (2017) : Biniamino Marquez
  - Le Pire Voisin au monde (2022) : Tommy

- James Corden dans :
  - Cats (2019) : Bustopher Jones
  - The Prom (2020) : Barry Glickman

- 1971 : La Dernière Séance : Lester Marlow (Randy Quaid)
- 1982[n 3] : Ça chauffe au lycée Ridgemont : Brad Hamilton (Judge Reinhold)
- 1985 : Une amie qui vous veut du bien : Jeffrey Ryan (Corey Haim)
- 1985 : Retour vers le futur : Sherman Peabody (Jason Marin)
- 1987 : Hansel et Gretel : Hansel (Hugh Pollard)
- 1988 : Tequila Sunrise : Cody McKussic (Gabriel Damon)
- 1989 : Les Banlieusards : Dave Peterson (Cory Danziger)
- 1989 : Le Retour des mousquetaires : le roi Louis XIV (David Birkin)
- 1991 : Hook ou la Revanche du capitaine Crochet : Rufi-o (Dante Basco)
- 1991 : Terminator 2 : Le Jugement dernier : John Connor (Edward Furlong)
- 1992 : Lune de miel à Las Vegas : Little Elvis (Peter Gene Hernandez)
- 1993 : Blessures secrètes : Tobias « Toby » Wolff (Leonardo DiCaprio)
- 1994 : Highlander 3 : John Macleod (Gabriel Kakon)
- 1996 : Independence Day : Miguel Casse (James Duval)
- 1998 : Il faut sauver le soldat Ryan : Daniel Jackson (Barry Pepper)
- 1998 : La Main qui tue : Anton Tobias (Devon Sawa)
- 1998 : Mrs. Tingle : Luke Churner (Barry Watson)
- 1998 : Supersens : Tim LaFlour (Matthew Lillard)
- 1999 : La Plage : Sammy (Eileen Nicholas)
- 1999 : Drive Me Crazy : Ray Neeley (Kris Park)
- 1999 : Human Traffic : Lee (Dean Davies)
- 2000 : À la rencontre de Forrester : Kenzo (Damany Mathis)
- 2000 : La Plage : Sammy (Jerry Swindall)
- 2000 : Scary Movie : Dookie (Trevor Roberts)
- 2001 : La Revanche d'une blonde : David « Dorkie » Kidney (Oz Perkins)
- 2002 : Le Nouveau : Kirk (Jerod Mixon)
- 2002 : Slackers : Sam Schechter (Jason Segel)
- 2002 : Cabin Fever : Paul (Rider Strong)
- 2002 : Highway : Jack Hayes (Jared Leto)
- 2002 : Blue Crush : Drew (Chris Taloa)
- 2002 : Ali G : Hassan B (Ray Panthaki)
- 2002 : Dommage collatéral : Felix Ramirez (John Leguizamo)
- 2003 : Freddy contre Jason : Will Rollins (Jason Ritter)
- 2003 : Elephant : Nathan (Nathan Tyson)
- 2003 : Open Range : John « Button » Weatheral (Diego Luna)
- 2003 : Les Bouchers verts : Bjarne / Eigil (Nikolaj Lie Kaas)
- 2003 : Le Secret des poignards volants : Jin (Takeshi Kaneshiro)
- 2004 : Inside I'm Dancing : Rory O'Shea (James McAvoy)
- 2004 : Company : Josh (James Franco)
- 2004 : Polly et moi : Javier (Jsu Garcia)
- 2004 : Million Dollar Baby : Danger Barch (Jay Baruchel)
- 2004 : Mon beau-père, mes parents et moi : Jorge Villalobos (Ray Santiago)
- 2004 : Les Notes parfaites : Darius Rhodes (Darius Miles)
- 2004 : New Police Story : Joe (Daniel Wu)
- 2004 : Garden State : Dave (Alex Burns)
- 2004 : Autoroute Racer : Alex (Franz Dinda)
- 2004 : The Girl Next Door : Ryan Wenger (Dane Garretson)
- 2004 : Team America, police du monde : Gary Johnston (Trey Parker) (voix)
- 2005 : Les Producteurs : Leo Bloom (Matthew Broderick)
- 2005 : Mean Creek : Martini « Marty » Blank (Scott Mechlowicz)
- 2005 : Fighter in the Wind : Choi Bae-dal (Yang Dong-geun)
- 2005 : Quatre Frères : le chef de gang (Mpho Koaho)
- 2005 : Madame Henderson présente : Bertie (Will Young)
- 2005 : Réussir ou mourir : le vendeur de voiture (Charles Anthony Burks)
- 2005 : Dirty : Doug Rodriguez (Nicholas Gonzalez)
- 2006 : Écrire pour exister : André (Mario)
- 2006 : Like Minds : Nigel Colbie (Tom Sturridge)
- 2006 : Inside Man : L'Homme de l'intérieur : Paul Guitierez (Lemon Andersen)
- 2006 : Crazy in Love : Donald Morton (Josh Hartnett)
- 2006 : Alpha Dog : Johnny Truelove (Emile Hirsch)
- 2006 : Admis à tout prix : Hands (Columbus Short)
- 2006 : Lucky Girl : lui-même (Harry Judd)
- 2007 : Big Movie : M. Tumnus (Héctor Jiménez)
- 2007 : Sweeney Todd : Le Diabolique Barbier de Fleet Street : Anthony Hope (Jamie Campbell Bower)
- 2007 : Walk Hard: The Dewey Cox Story : John Lennon (Paul Rudd)
- 2007 : Miss Campus : Lenny (Jack Carpenter)
- 2007 : Dreamgirls : C.C. (Keith Robinson)
- 2007 : Shooter, tireur d'élite : Donnie Fenn (Lane Garrison)
- 2007 : Aliens vs. Predator: Requiem : Dale Collins (David Paetkau)
- 2008 : Mensonges d'État : Bassam (Oscar Isaac)
- 2008 : Jumper : David Rice enfant (Max Thieriot)
- 2008 : Soyez sympas, rembobinez : Mike (Mos Def)
- 2008 : Shaolin Basket : Ting-Wei (Chen Bo-lin)
- 2008 : L'Œil du mal : Major Bowman (Anthony Mackie)
- 2008 : RocknRolla : Johnny Quid (Toby Kebbell)
- 2008 : Le Prix de la loyauté : Sandy (John Ortiz)
- 2008 : L’Incroyable Hulk : le chauffeur de taxi
- 2009 : Les Sorciers de Waverly Place, le film : Javier (Xavier Torres)
- 2009 : Dance Movie : Thomas (Damon Wayans Jr.)
- 2009 : Les Zintrus : le commandant Sparks (Josh Peck)
- 2009 : Tekken : Jin Kazama (Jon Foo)
- 2009 : A Single Man : Carlos (Jon Kortajarena)
- 2009 : X-Men Origins: Wolverine : un client à la fête foraine (Anthony Gee) et le barman (Septimus Caton)
- 2009 : Fame : Victor Tavares (Walter Pérez)
- 2009 : La Famille Jones : Mick Jones (Ben Hollingsworth)
- 2009 : Fast and Furious 4 : Fenix Rise (Laz Alonso)
- 2009 : Légion : Jeep Hanson (Lucas Black)
- 2009 : Mission-G : Terell (Justin Mentell)
- 2009 : Le Chihuahua de Beverly Hills : Sam Cortez (Manolo Cardona
- 2009 : Harry Brown : Noel Winters (Ben Drew)
- 2010 : We Are Four Lions : Waj (Kayvan Novak)
- 2010 : Scott Pilgrim : Todd Ingram (Brandon Routh)
- 2010 : My Soul to Take : Alex Dunkelman (John Magaro)
- 2010 : Remember Me : Aidan Hall (Tate Ellington)
- 2010 : Le Silence des ombres : Stephen Harding (Nate Corddry)
- 2010 : Auprès de moi toujours : Rodney (Domhnall Gleeson)
- 2011 : Warrior : Thomas Conlon / Tommy Riordan (Tom Hardy)
- 2011 : Le Mytho : Ernesto (Keegan-Michael Key)
- 2011 : Real Steel : « Kingpin » (John Gatins)
- 2012 : StreetDance 2 : Ash (Falk Hentschel)
- 2012 : Sept Psychopathes : Larry (Michael Pitt)
- 2012 : Les Copains chasseurs de trésor : Babi (Maulik Pancholy) (voix)
- 2013 : Les Flingueuses : Adam (Taran Killam (en))
- 2013 : The Green Inferno : Carlos Lincones (Matias Lopez)
- 2013 : Magic Magic : Agustín (Agustín Silva)
- 2013 : Thor : Le Monde des ténèbres : Fandral (Zachary Levi)
- 2013 : La Stratégie Ender : Stilson (Caleb J. Thaggard)
- 2013 : Les Miller, une famille en herbe : le chef du gang « poil de carottes » (Joey Nappo)
- 2013[n 4] : Art of the Steal : ? ( ? )
- 2014 : Need for Speed : Joe Peck (Ramón Rodríguez)
- 2014 : L'Interview qui tue ! : Jake (Anders Holm)
- 2014 : X-Men: Days of Future Past : Roberto Da Costa / Solar (Adan Canto)
- 2014 : 13 Sins : Michael Brindle (Devon Graye)
- 2014 : Christina Noble : Mario (David Mumeni)[7]
- 2015 : This Is Not a Love Story : Greg Gaines (Thomas Mann)
- 2015 : Fast and Furious 7 : Mando (Romeo Santos)
- 2015 : Pitch Perfect 2 : Dax (Shawn Carter Peterson)
- 2015 : Entourage : Turtle (Jerry Ferrara)
- 2015 : Freaks of Nature : Dag Parker (Nicholas Braun)
- 2015 : Témoin à louer : ? (?)
- 2016 : Triple 9 : Luis Pinto (Luis Da Silva Jr.)
- 2016 : 10 Cloverfield Lane : Emmett DeWitt (John Gallagher, Jr.)
- 2016 : Blair Witch : James Donahue (James Allen McCune)
- 2016 : Le Livre de la jungle : le sanglier-nain (Jon Favreau) (voix)
- 2016 : Manipulations : Doug Fields (Glen Powell)
- 2016 : The Belko Experiment : ? ( ? )
- 2016 : Instinct de survie : Carlos (Óscar Jaenada)
- 2016 : Whiskey Tango Foxtrot : Nic (Steve Peacocke)
- 2016 : Jadotville : Walter Hegarty (Charlie Kelly)
- 2017 : Live by Night : Esteban Suarez (Miguel)
- 2017 : Logan : Caliban (Stephen Merchant)
- 2017 : Brigsby Bear : James Pope (Kyle Mooney (en))
- 2017 : Detroit : l'adjudant Robert (Austin Hébert)
- 2018 : Game Over, Man! : M. Ahmad (Jamie Demetriou)
- 2018 : Évasion 2 : Le Labyrinthe d'Hadès : Luke Walken (Jesse Metcalfe)
- 2018 : Ma vie avec John F. Donovan : Will Jefford, Jr. (Chris Zylka)
- 2019 : Dumbo : Ivan (Miguel Muñoz Segura)
- 2019 : Anna : Nato (Éric Lampaert)
- 2019 : Le Gangster, le Flic et l'Assassin : Jeong Tae-seok, le flic (Kim Mu-yeol (en))
- 2019 : Ça : Chapitre 2 : Richard « Richie » Tozier (Bill Hader)
- 2019 : Un jour de pluie à New York : Josh (Griffin Newman)
- 2020 : Je t'aime, imbécile ! : Ezequiel Quintana (David Lifschitz)
- 2021 : Yes Day : l'agent Jones (Arturo Castro)
- 2021 : Blue Miracle : Omar Venegas (Jimmy Gonzales)
- 2021 : Nobody : Luis Martin (Edsson Morales)
- 2021 : Space Jam : Nouvelle Ère : Daffy Duck (Eric Bauza) (voix) / Taz (Jim Cummings)
- 2021 : Muppets Haunted Mansion : le fantôme rieur (Peter Linz) (voix, chants), Rizzo (voix), la pieuvre (voix) et voix additionnelles
- 2022 : La Bulle : Howie Frangopolous (Guz Khan (en))
- 2022 : F*ck l'amour, toujours ! : le beau Max (Kraantje Pappie)
- 2022 : The Northman : un jeune guerrier [Qui ?]
- 2022 : Le Haut du panier : Bo Perez (Juan Hernangómez)
- 2022 : The Man from Toronto : l'agent Santoro (Jencarlos Canela)
- 2022 : Bullet Train : « Le Loup » (Benito Antonio Martínez Ocasio)
- 2022 : Emily the Criminal : Youcef (Theo Rossi)
- 2023 : My Dear F***ing Prince : Miguel Ramos (Juan Castano)
- 2023 : Dumb Money : Marcus Barcia (Anthony Ramos)
- 2023 : L'Effet veuf (en) : Marc Dreyfus (Dan Levy)
- 2023 : Joy Ride : Kenny (Chris Pang (en))
- 2024 : Mea Culpa : Jimmy (RonReaco Lee)
- 2024 : The Fall Guy : Nigel (Adam Dunn)
- 2024 : Venom: The Last Dance : le barman (Cristo Fernàndez)
- 2025 : Contre-attaque : Combo [Qui ?]
- 2025 : Lilo et Stitch : Stitch (Chris Sanders) (voix) et David Kawena (Kaipo Dudoit)
- 2025 : Madea : Mariage exotique (en) : ? (?)

#### Films d'animation
- 1988 : Akira : Masaru « No 27 »
- 1995 : Dingo et Max : Bobby
- 1997 : Hercule : Hercule
- 2000 : La Petite Sirène 2 : le jeune triton blond
- 2001 : La Belle et le Clochard 2 : L'Appel de la rue : Scamp
- 2001 : Shrek : Tibiscuit et un villageois armé d'une torche
- 2002 : Lilo et Stitch : Stitch et David Kawena
- 2003 : Stitch ! le film : Stitch, David Kawena, Reuben et Sparky
- 2003 : La Légende du Cid : voix additionnelles
- 2003 : Sinbad : La Légende des sept mers : Grum
- 2004 : Le Roi lion 3 : Hakuna Matata : Stitch (silhouette)
- 2004 : Shrek 2 : Tibiscuit
- 2004 : Mulan 2 : La Mission de l'Empereur : Prince Jeeki
- 2005 : Chicken Little : Boulard[n 5]
- 2005 : Final Fantasy VII: Advent Children : Cait Sith
- 2005 : Lilo et Stitch 2 : Stitch et David Kawena
- 2005 : Madagascar : Morty
- 2006 : La Ferme en folie : Otis la vache[n 6]
- 2006 : Leroy et Stitch : Stitch, Leroy et Reuben
- 2006 : Lucas, fourmi malgré lui : Scarabée
- 2006 : The Wild : Eze, le petit hippopotame
- 2007 : Les Rois de la glisse : Cody Maverick[n 7]
- 2007 : Shrek le troisième : Tibiscuit
- 2007 : Le Vilain Petit Canard et moi : le chef des mouettes
- 2008 : Madagascar 2 : Morty
- 2008 : Star Wars: The Clone Wars : Anakin Skywalker
- 2009 : L'Âge de glace 3 : Le Temps des dinosaures : Gazelle[n 8]
- 2009 : Là-haut : la voix aigüe d'Alpha
- 2009 : Brendan et le Secret de Kells : Brendan adulte
- 2009 : Fantastic Mr. Fox : Kristofferson Silverfox
- 2010 : Shrek 4 : Il était une fin : Tibiscuit
- 2010 : Le Marchand de sable : Philibert le mouton
- 2011 : Émilie Jolie : l'adjudant Carotte
- 2011 : Gnoméo et Juliette : Paris[n 9]
- 2011 : Rio : Tulio Monteiro[n 10]
- 2011 : Mission : Noël : voix additionnelles
- 2012 : Madagascar 3 : Bons baisers d'Europe : Morty
- 2012 : Rebelle : le fils Macintosh
- 2012 : Sammy 2 : Abbott / Manuel
- 2012 : Tad l'explorateur : À la recherche de la cité perdue : Freddy
- 2013 : Monstres Academy : Terry Perry
- 2013 : Planes : Sparky
- 2013 : Turbo : Tito[n 11]
- 2013 : Khumba : Themba
- 2013 : Les Schtroumpfs 2 : Schtroumpf Organisateur de Fêtes
- 2013 : Madagascar à la folie : Morty (court métrage)
- 2014 : Planes 2 : Sparky
- 2014 : Rio 2 : Tulio Monteiro[n 10]
- 2014 : Les Pingouins de Madagascar : Morty
- 2015 : Vice-versa : le pilote d'hélicoptère brésilien
- 2015 : Les Rebelles de la forêt 4 : Elliot
- 2015 : Looney Tunes : Cours, lapin, cours : Daffy Duck
- 2015 : Jean-Michel le caribou des bois : Jean-Michel
- 2016 : Robinson Crusoé : Mardi
- 2016 : Angry Birds, le film : Ross
- 2016 : La Tortue rouge : le père
- 2016 : Ratchet et Clank : M. Micron et Ollie
- 2016 : L'Âge de glace : Les Lois de l'Univers : Gazelle[n 8]
- 2016 : Sausage Party : Carl[n 12] et Tequila[n 8]
- 2017 : L'Étoile de Noël : Zach, la chèvre[n 13]
- 2018 : Scooby-Doo et Batman : L'Alliance des héros : Plastic Man / Leo Scarlett et un garde d'Arkham
- 2018 : Flavors of Youth : Pan
- 2018 : Destination Pékin ! : Carl[n 14],[n 15]
- 2018 : Spider-Man: New Generation : Peter Parker / Spider-Man[n 16], du même univers que Miles Morales
- 2018 : Teen Titans Go! le film : Plastic Man
- 2019 : La Grande Aventure Lego 2 : Banana[n 17]
- 2019 : Wonder Woman: Bloodlines : Steve Trevor
- 2019[n 18] : Pauvre Toutou ! : Norbert[n 19]
- 2020 : Yakari : La Grande Aventure : Oreille tombante, Longue queue, Mic-Mac et Cheval Puma Intrépide (création de voix)
- 2020 : Pets United : L'union fait la force : Bob
- 2020 : Les Trolls 2 : Tournée mondiale : Tresillo
- 2020 : Voyage vers la Lune : Gobi (dialogues)
- 2020 : LEGO Star Wars : Joyeuses Fêtes (en) : Anakin Skywalker
- 2021 : Teen Titans Go! découvrent Space Jam! : Daffy Duck et Taz dans Space Jam[n 20]
- 2021 : Le Tour du monde en quatre-vingts jours : Herman (création de voix)
- 2021 : LEGO Star Wars : Histoires terrifiantes (en) : les droïdes de combat
- 2021 : Ron débloque : Marc Wydell[n 21]
- 2022 : Marmaduke (en) : Juan Pedro
- 2022 : LEGO Star Wars : C'est l'été ! (en) : Anakin Skywalker
- 2022 : Tad l'explorateur et la table d'émeraude : voix additionnelles
- 2022 : Le Chat potté 2 : La Dernière Quête : Tibiscuit
- 2023 : Pattie et la Colère de Poséidon : Apollon (création de voix)
- 2023 : Super Mario Bros. le film : Toad[n 22]
- 2023 : Nimona : Sir Thoddeus Sureblade[n 23]
- 2023 : L'Imaginaire : Flocon
- 2023 : Taz : La Quête du Burger (en) : Taz et un émeu
- 2024 : Monsters : L'Enfer du dragon volant aux 103 passions (en) : Ryūma
- 2024 : La Nuit d'Orion : Orion adulte[n 24]
- 2024 : Thelma la licorne : Otis[n 25]
- 2024 : Ultraman: Rising : Ken Sato / Ultraman
- 2024 : Vice-versa 2 : Bloofy
- 2024 : Angelo dans la forêt mystérieuse : les robots
- 2024 : Looney Tunes : Daffy et Porky sauvent le monde : Daffy Duck
- 2025 : Dog Man : Bubulle
- 2025 : KPop Demon Hunters : Bobby[n 26]

### Télévision

#### Téléfilms
- Jonathan Bennett dans :
  - Noël chez les Mitchell ! (2020) : Brandon Mitchell
  - Duel à Noël chez les Mitchell ! (2021) : Brandon Mitchell
  - La Bataille des mariés (2022) : Jake Johnson
  - Le Nounou de Noël (2022) : Sam Dalton

- Jesse Metcalfe dans : 
  - Candidat à l'amour (2015) : Noah McManus
  - Papa par intérim à Noël (en) (2017) : Eric Redford
  - Noël sous un ciel étoilé (2019) : Nick Bellwith

- 1999 : Ne regarde pas sous le lit (en) : Larry Houdini (Ty Hodges)
- 2004 : Le Sang des Templiers : David (Mirko Lang)
- 2005 : Figure libre : Spencer (Jake Abel)
- 2008 : Secrets inavouables : Jason (Matthew Raudsepp)
- 2015 : Joyeux baiser de Noël : Dustin (Brant Daugherty)
- 2022 : La Briseuse de mariage : Peter (Rich Holton)

#### Séries télévisées
- Luke Macfarlane dans (6 séries) :
  - Over There (2005) : Frank Dimphy (13 épisodes)
  - Brothers and Sisters (2006-2011) : Scott « Scotty » Wandell (en) (81 épisodes)
  - Beauty and the Beast (2012) : Bertrand (saison 1, épisode 2)
  - Person of Interest (2013) : Alan Fahey (saison 2, épisode 17)
  - Satisfaction (2013) : Jason Howell (13 épisodes)
  - Platonic (depuis 2023) : Charlie Greeves

- Brandon Quinn dans (5 séries) :
  - Le Loup-garou du campus (1999-2002) : Tommy Dawkins (63 épisodes)
  - Aux portes du cauchemar (2002) : Ramos (épisodes 12 et 13)
  - Newport Beach (2006-2007) : Spencer Bullit (saison 4)
  - Vampire Diaries (2010) : Lee (saison 1, épisode 11)
  - Bones (2013) : Peter Kidman (saison 9, épisode 9)

- Freddy Rodríguez dans (5 séries) :
  - Six Feet Under (2001-2005) : Federico « Rico » Diaz (63 épisodes)
  - Urgences (2007) : Simon (saison 13, épisode 15)
  - Ugly Betty (2007-2010) : Giovanni « Gio » Rossi (12 épisodes)
  - Chaos (2011) : l'agent Rick Martinez (13 épisodes)
  - Bull (2016-2021) : Benjamin « Benny » Colón (103 épisodes)

- Ben Barnes dans (4 séries) :
  - Westworld (2016-2018) : Logan (11 épisodes)
  - The Punisher (2017-2019) : Billy Russo / Jigsaw (25 épisodes)
  - Shadow and Bone : La Saga Grisha (2021-2023) : le général Aleksander Kirigan / le Darkling (16 épisodes)
  - L'Institut (2025) : Tim Jamieson

- Hayden Christensen dans :
  - Cœurs rebelles (2000) : Scott Barringer (22 épisodes)
  - Obi-Wan Kenobi (2022) : Anakin Skywalker (mini-série)
  - Ahsoka  (2023) : Anakin Skywalker (mini-série)

- Drew Van Acker dans :
  - Pretty Little Liars (2011-2016) : Jason DiLaurentis #2 (35 épisodes)
  - Devious Maids (2013-2015) : Remi Delatour (28 épisodes)
  - DC Titans (2019) : Garth / Aqualad (saison 2)

- Andy Samberg dans : 
  - Brooklyn Nine-Nine (2013-2021) : l'inspecteur Jacob « Jake » Peralta (153 épisodes)
  - New Girl (2016) : l'inspecteur Jacob « Jake » Peralta (saison 6, épisode 4)
  - Mes premières fois (2020-2021) : Andy Samberg (voix - saison 1, épisode 6 et saison 2, épisode 3)

- Chris Pine dans :
  - Wet Hot American Summer: First Day of Camp (2015) : Eric (mini-série)
  - Wet Hot American Summer: Ten Years Later (2017) : Eric (mini-série)
  - Angie Tribeca (2017) : Dr Thomas Hornbein (saison 3)

- Callan Mulvey dans : 
  - Hartley, cœurs à vif (1996-1999) : Bogdan Drazic (74 épisodes)
  - Talents and Co (2001) : Rodney Hunter (5 épisodes)

- Colin Hanks dans :
  - Roswell (1999-2001) : Alex Whitman (45 épisodes)
  - NCIS : Enquêtes spéciales (2013) : Richard Parsons (3 épisodes)

- Ralf Little (en) dans :
  - Deux Blondes et des chips (2001-2006) : Jonny Keogh (55 épisodes)
  - Meurtres au paradis (depuis 2020) : l'inspecteur-chef Neville Parker

- Jesse Metcalfe dans :
  - Desperate Housewives (2004-2009) : Jonathan « John » Rowland (30 épisodes)
  - Dallas (2012-2014) : Christopher Ewing (40 épisodes)

- Lane Garrison dans :
  - Prison Break (2005-2006) : David « l'Acrobate » Apolskis (14 épisodes)
  - Bonnie and Clyde: Dead and Alive (2013) : Marvin « Buck » Barrow (mini-série)

- Josh Grisetti (en) dans :
  - Les As du braquage (2007) : Louis Plunk (13 épisodes)
  - La Fabuleuse Madame Maisel (2023) : Ralph (saison 5)

- Theo Rossi dans :
  - Sons of Anarchy (2008-2014) : Juan Carlos « Juice » Ortiz (85 épisodes)
  - Lie to Me  (2010) : l’officier Tressler (saison 2, épisode 15)

- Scott Michael Foster dans : 
  - The River (2012) : Jonas Beckett (5 épisodes)
  - Zero Hour (2013) : Arron Martin (13 épisodes)

- Myko Olivier (it) dans :
  - Castle (2013-2014) : Pi (saison 6)
  - Marvel : Les Agents du SHIELD (2018) : Ben (saison 5, épisodes 4 et 6)

- Kobi Libii dans :
  - Madam Secretary (2015-2017) : Oliver Shaw (11 épisodes)
  - Doubt : Affaires douteuses (2017) : Nick Brady (13 épisodes)

- James Norton dans : 
  - Grantchester (2014-2019) : le révérend Sidney Chambers (21 épisodes)
  - Guerre et Paix (2016) : le prince André Bolkonsky (mini-série)

- Josh Peck dans :
  - Turner et Hooch (en) (2021) : Scott « Scotty » Turner (12 épisodes)
  - How I Met Your Father (2022-2023) : Drew Rubin (13 épisodes)

- Michael Peña dans :
  - Jack Ryan (2023) : Domingo « Ding » Chavez (saison 4)
  - Landman (2024) : Armando (saison 1, épisode 1)

- 1966-1968 : Les Monkees : Davy (Davy Jones)
- 1994-1995 : Angela, 15 ans : Enrique « Rickie » Vasquez (Wilson Cruz) (19 épisodes)
- 1996 : Sauvés par le gong : La Nouvelle Classe : Bobby Wilson (Spankee Rodgers) (saison 2)
- 1996-2000 : Incorrigible Cory : Cory Matthews (Ben Savage) (2e voix, saisons 4 à 7)
- 1997-1998 : La Vie à cinq : Reed Isley (Andrew Keegan) (saison 4)
- 1997-2000 : Student Bodies : Chris Sheppard (Ross Hull (en)) (65 épisodes)
- 1999-2000 : La Famille Green : Kenny Green (Jesse Eisenberg) (22 épisodes)
- 1999-2000 : Zoé, Duncan, Jack et Jane : Jack Cooper (Michael Rosenbaum) (26 épisodes)
- 1999-2002 : Deuxième Chance : Eli Sammler (Shane West) (55 épisodes)
- 2000 : Farscape : le conseiller Tayno (saison 2, épisode 10)
- 2001 : 24 Heures chrono : Dan Mounts (Matthew Carey) (saison 1)
- 2001 : The Lone Gunmen : Au cœur du complot : James « Jimmy » Bond (Stephen Snedden) (12 épisodes)
- 2001 : Frères d'armes : le sergent-chef Joseph Toye (Kirk Acevedo) (mini-série)
- 2001-2002 : The Tick (en) : Batmanuel (Nestor Carbonell) (9 épisodes)
- 2001-2002 : Chez Schwartz (en) : Adam Schwartz (Breckin Meyer) (13 épisodes)
- 2002-2003 : Touche pas à mes filles : Jason (Brian Sites (en)) (saison 1)
- 2002-2007 : The Shield : Miguel Esteana (Ricki Lopez) (saison 1, épisode 1), Antoine (Lee Cherry) (saison 1, épisode 5), Quazi (Eric Carrillo) (saison 2, épisodes 8 et 10) et Hernan (Clifton Collins Jr.) (saison 6, épisodes 5 et 7)
- 2003 : Jeux de pouvoir : Dan Foster (James McAvoy) (mini-série)
- 2003-2004 : Agence Matrix : Tim Vargas (Kurt Caceres (en)) (9 épisodes)
- 2003-2007 : Preuve à l'appui : l'inspecteur Jack Hannah (Jack Noseworthy) (saison 2, épisode 14) et Matt Seely (David Monahan (en)) (14 épisodes)
- 2003-2007 : Gilmore Girls : Gil (Sebastian Bach) (13 épisodes)
- 2004-2005 : Phil du futur : Seth (Evan Peters) (saison 1)
- 2004-2010 : Lost : Les Disparus : Liam Pace (Neil Hopkins) (5 épisodes)
- 2004-2011 : Entourage : Turtle (Jerry Ferrara) (96 épisodes)
- 2005 : Stargate Atlantis : Dr Abrams (Paul Magel) (saison 1, épisode 12)
- 2005 : Point Pleasant, entre le bien et le mal : le Père Thomas (Marcus Coloma) (6 épisodes)
- 2005-2006 : Boston Justice : Garrett Wells (Justin Mentell) (16 épisodes)
- 2005-2006 : Veronica Mars : Vincent « Butters » Clemmons (Adam Hendershott) (saison 2)
- 2005-2009 : Ghost Whisperer : Jason Shields (John Patrick Amedori) (saison 1, épisode 6) et le propriétaire du magasin de vélo (Arnell Powell) (saison 4, épisode 18)
- 2006 : Malcolm : le policier (Reggie Jordan) (saison 7, épisode 4), Mike (Yun Choi) (saison 7, épisode 5) et Brad (Erik von Detten) (saison 7, épisode 6)
- 2006 : Day Break : Damien Ortiz (Ramón Rodríguez) (13 épisodes)
- 2006-2007 : The Loop : Sully Sullivan (Eric Christian Olsen) (17 épisodes)
- 2006-2007 : Six Degrees : Carlos Green (Jay Hernández) (13 épisodes)
- 2006-2008 : Sur écoute : Namond Brice (Julito McCullum) (14 épisodes)
- 2006-2008 : Pour le meilleur et le pire : Jeff Woodcock (Eddie Kaye Thomas) (39 épisodes)
- 2007-2011 : Nick Cutter et les Portes du temps : Connor Temple (Andrew Lee Potts) (36 épisodes)
- 2008 : Physique ou Chimie : Isaac Blasco Prieto (Karim El-Kerem) (22 épisodes)
- 2008 : Underbelly : Dino Dibra (Daniel Amalm (en)) (saison 1)
- 2008-2010 : Legend of the Seeker : L'Épée de vérité : Richard Cypher (Craig Horner) (44 épisodes)
- 2008-2010 : Romanzo criminale : Fil de Fer (Riccardo De Filippis (it)) (22 épisodes)
- 2009-2015 : Glee : Noah « Puck » Puckerman (Mark Salling) (81 épisodes)
- 2010 : L'Enfer du Pacifique : le caporal Eugene « Sledge » Sledgehammer (Joseph Mazzello) (mini-série)
- 2010 : The Walking Dead : Miguel (Anthony Guajardo) (saison 1, épisode 4)
- 2010-2011 : Pretty Little Liars : Jason DiLaurentis #1 (Parker Bagley) (saison 1, épisodes 8 et 15)
- 2010-2011 : Boardwalk Empire : James « Jimmy » Darmody (Michael Pitt) (24 épisodes)
- 2010-2015 : Parenthood : Crosby Braverman (Dax Shepard) (105 épisodes)
- 2010 / 2022 : Borgen, une femme au pouvoir : Benjamin (Kenneth M. Christensen puis Youssef Wayne Hvidtfeldt (da)) (10 épisodes)
- 2011 : Against the Wall : Tony Miles (Jason George) (3 épisodes)
- 2011-2013 : Borgia : le roi Charles VIII (Simon Larvaron) (3 épisodes)
- 2013 : Unforgettable : Stevie McKinnon (Ben Becher) (saison 2, épisode 6)
- 2013-2015 : Parks and Recreation : Craig Middlebrooks (Billy Eichner) (17 épisodes)
- 2013-2017 : Broadchurch : Nigel Carter (Joe Sims (en)) (16 épisodes)
- 2013-2018 : Molly, une femme au combat : le capitaine Charles James (Ben Aldridge) (22 épisodes)
- 2014 : Royal Pains : William « Cinco » Phipps V (Ryan McCartan) (saison 6)
- 2014 : Switched : Jorge Castillo (David Castañeda) (saison 3)
- 2014 : Enlisted : le soldat Randy Hill (Parker Young) (13 épisodes)
- 2014-2017 : Hand of God : le révérend Paul Curtis (Julian Morris) (20 épisodes)
- 2015 : Zoo : Chip (Lyle Brocato) (saison 1, épisode 13)
- 2015 : River : Bruno Marconi (Franz Drameh) (mini-série)
- 2015 / 2016 : Fear the Walking Dead : Castro (Bobby Naderi) (saison 1, épisodes 4 et 5) / Reynaldo (Cuauhtli Jiménez) (3 épisodes)
- 2015-2016 : Quantico : Simon Asher (Tate Ellington) (saison 1)
- 2015-2016 : The Middle : Logan (David Hull) (3 épisodes)
- 2015-2016 : Between : Mark (Jack Murray) (12 épisodes)
- 2015-2019 : Mr. Robot : Ollie Parker (Ben Rappaport) (9 épisodes)
- 2016 : Paranoid : Alec Wayfield (Dino Fetscher (en)) (mini-série)
- 2016 : Lucifer : Carver Cruz (Chris Marquette) (saison 1, épisode 4)
- 2016 : Vinyl : Jackie Jarvis (Ken Marino) (3 épisodes)
- 2016 : Jane the Virgin : Bruno Mars (Bruno Mars) (saison 2, épisode 22)
- 2016 : Fleabag : le dragueur du bus (Jamie Demetriou) (saison 1, épisodes 1 et 3)
- 2016-2017 : Star : Hunter Morgan (Chad Buchanan) (13 épisodes)
- 2016-2017 : L'Arme fatale : l'inspecteur Alejandro Cruz (Richard Cabral) (saison 1)
- 2016-2017 : Narcos : le colonel Pinzón (Luis Fernando Hoyos (es)) (saison 2) et l'agent Chris Feistl (Michael Stahl-David) (saison 3)
- 2016-2017 : The Get Down : Grandmaster Flash (Mamoudou Athie) (8 épisodes)
- 2016-2018 : Spring Tide : Abbas El Fassi (Dar Salim) (14 épisodes)
- 2016-2019 : The OA : Homer Roberts (Emory Cohen) (14 épisodes)
- 2017 : Midnight, Texas : Ted (Kenneth Miller) (saison 1, épisode 4)
- 2017-2018 : Gone : James (Andy Mientus (en)) (12 épisodes)
- 2018-2019 : Trapped : Stefan (Arnmundur Ernst Björnsson (is)) (10 épisodes)
- 2018-2020 : L'Aliéniste : Marcus Isaacson (Douglas Smith) (18 épisodes)
- 2018-2023 : Barry : Barry Berkman (Bill Hader) (32 épisodes)
- 2019 : You : David Fincher (Danny Vasquez) (saison 2)
- 2019 : Dark Crystal : Le Temps de la résistance : Hup (Victor Yerrid (en)) (voix)
- 2019 : iZombie : Byron Deceasey (Chris Lowell) (saison 5, épisode 13)
- 2020 : Hollywood : Roy Fitzgerald / Rock Hudson (Jake Picking (en)) (mini-série)
- 2020 : Lucifer : Pete Daily (Alexander Koch) (saison 5)
- 2020 : Teenage Bounty Hunters : le cameraman de Terrance Coin [Qui ?] (saison 1, épisode 9)
- 2020 : Single Parents (en) : Colin (Chris Geere) (saison 2)
- 2020-2021 : Good Girls : Dr Josh Cohen (Rob Heaps) (11 épisodes)
- 2020-2021 : El Cid : Rodrigo Díaz de Vivar dit « El Cid » (Jaime Lorente)
- 2021 : Cobra Kai : Hector (Bobby Hernandez) (saison 3, épisode 1) et David (Jesse Kove) (saison 3, épisode 2)
- 2021 : WandaVision : le requin de la pub « Yo-Magic » (Adam Gold) (voix, épisode 6)
- 2021 : En analyse : Eladio Restrepo (Anthony Ramos) (saison 4)
- 2021 : The Mosquito Coast : Chuy Padilla (Scotty Tovar) (saison 1)
- 2022 : The Patient : Sam Fortner (Domhnall Gleeson) (mini-série)
- 2022 : Players (en) : Creamcheese (Misha Brooks) (10 épisodes)
- 2022 : Entretien avec un vampire : Bruce (Damon Daunno (en)) (saison 1, épisode 5)
- 2023 : Dolores Roach (en) : Caleb (Jeffery Self (en))
- 2024 : Les Aventures imaginaires de Dick Turpin : Craig le sorcier (Asim Chaudhry)
- 2024 : Like a Dragon: Yakuza : Kazuma Kiryu (Ryoma Takeuchi (en)) (mini-série)
- 2024 : High Potential : Tom Flores (J. D. Pardo)
- depuis 2024 : Slow Horses : J. K. Coe (Tom Brooke)
- 2025 : Olympo : Iker Delallave (Jesús Rubio)

#### Séries d'animation
(février 2024).
- Animaniacs : Freakazoid (épisode 77)
- Atout 5 : Matteo, Marc
- Baby Looney Tunes : oncle Floyd (saisons 1 et 2, 1re voix) / Taz
- Captain Biceps : Genius Boy
- Devine quoi ? : Percival
- Emi magique : Boulou
- Freakazoid! : Freakazoid
- Friday Wear : Charly
- Le Petit Lord : Cédric
- Les As de la jungle : Patrick et Bud
- Les Blondes : voix masculine
- Les Loonatics : Danger Duck / Slam Taz
- LoliRock : Marc
- Nos voisins les Marsupilamis : Isidore
- Ozie Boo ! : voix additionnelles
- Redwall : Matthias (saison 1)
- Sanjay et Craig : Craig et l'interprète du générique
- SpieZ ! Nouvelle Génération : Cal Clark, Stony Falcon (épisodes 4 et 40), Bucky Alder (épisode 5), Bob le Homard (épisode 19), Les jumeaux du chaos (épisodes 23 à 25), Elvis le Glissant (épisode 26), M. Squale (épisode 38), Fructosotouchoco (épisode 48), Jean Rifort (épisode 50)
- Team Galaxy : Josh et voix additionnelles
- Les Tiny Toons : Montana Max
- Tokyo Tribe 2 : Kai
- Totally Spies! : Yves Mont Blanc et Trent
- Tous en boîte : Hercule
- Une minute avant : divers personnages
- 1985 : Princesse Sarah : Peter
- 1992 : Batman : Jordan, Le Fils du Maire (Épisode 9 - Fugue en Sol Joker)
- 1998-1999 : Hercule : Hercule
- 1999-2000 : Rayman : Rayman
- 2001-2005 : Cool Attitude : Michael Collins / Frankie (saison 1, épisode 7)
- 2003-2005 : Star Wars: Clone Wars : Anakin Skywalker
- 2003-2009 : Pat et Stanley : professeur Chichi
- 2003-2006 : Lilo et Stitch, la série : Stitch, Ruben, David et diverses expériences
- 2003-2006 : Ratz : Benny et voix additionnelles
- 2003-2016 : Corneil et Bernie : Bernie Barges (création de voix)
- 2004-2005 : Dave le barbare : Dave
- 2005-2007 : American Dragon: Jake Long : Arthur « Ted » Spudinski
- 2006-2008 : La Légende des super-héros : Clark Kent / Superman[8]
- 2007 : Death Note : Mello
- 2007-2008 : Batman : Clark Kent / Superman[n 27], Justin/Requin (saison 5, épisode 9) et Will Mallory/Wrath (saison 5, épisode 10)
- 2007-2009 : Monster Buster Club : Mark et voix additionnelles (création de voix)
- 2007-2011 : La Ferme en folie : Otis
- 2008 : Blaise le blasé : Benjamin « Benji » Jean-François
- 2008-2011 : Batman : L'Alliance des héros : Plastic Man[n 28], Paco, Prince Tuftan[8], Mister Miracle[8], Dupied Lataloche, Planet Master[n 29], Le Pleureur, Ambush Bug[n 30], Étain[n 31] et voix additionnelles
- 2008-2012 puis 2020 : Star Wars: The Clone Wars : Anakin Skywalker et les droïdes de combat[n 32] (1re voix, saisons 1 à 4 et 7)
- 2008-2013 : Phinéas et Ferb: Albert
- 2010-2011 : Hero: 108 : voix additionnelles
- 2010-2023 : Kaeloo : Kaeloo (création de voix)
- 2011 : Mad : Justin Bieber, Ty Pennington, Chris Pine, Hayden Christensen et voix additionnelles (saison 1)
- 2011-2013 : Nini Patalo : voix additionnelles (création de voix)
- 2011-2014 : Looney Tunes Show : Daffy Duck / Taz (2e voix, à partir de l'épisode 8)
- 2011-2022 : Quoi de neuf Bunny ? : Daffy Duck et Taz (2e voix)
- 2012-2015[9] : Brickleberry : Denzel et Phil
- 2012-2017 : Les P'tits Diables : Jean, le père de Tom et Nina (1re voix) et voix additionnelles (saisons 1 à 3)
- 2013-2014 : Sabrina, l'apprentie sorcière : Shinji, le fils d'Enchantra
- 2013-2015 : Turbo FAST : Tito, Cameron, Clap, Comte Tickula et Namaste
- 2014 : Le Frigo : Red le soda psychopathe et le ketchup
- 2014-2017 : Molusco : Coco Likowski / Ozzy
- 2015 : Objectif Blake ! : Mitch et Jérôme
- 2015-2020 : Bugs ! Une production Looney Tunes : Daffy Duck et Taz
- 2015-2021 : F Is for Family : Kevin Murphy[n 33]
- 2015-2023 : Alvinnn !!! et les Chipmunks : Alvin
- 2016 : Star Wars Rebels : Anakin Skywalker (saison 2, épisodes 17 et 20)
- 2016-2018 : La Ligue des justiciers : Action : Plastic Man, Mister Miracle (épisode 43) et voix additionnelles
- 2017 : Pigeons et Dragons : voix additionnelles
- 2017 : Star Wars : Forces du destin : Anakin Skywalker (web-série)
- 2017-2020 : Unikitty! : Maître Sourcil
- 2017-2021 : La Bande à Picsou : Riri
- depuis 2017 : Les Sisters : William, le père des sisters, le magicien et voix additionnelles (création de voix)
- 2018 : Désenchantée : Sven
- 2018 : Magic : Sammy (Cindy en garçon) (saison 2, épisode 43) / Idéal
- 2018 : Final Space : KVN (1re voix, saison 1)
- 2018 : Psammy et nous : Cyril
- 2018 : Arthur et les enfants de la table ronde : ?
- 2018-2020 : Loup : Loup
- 2018-2022 : Paradise Police : Kevin et voix additionnelles
- 2018-2024 : Captain Tsubasa : Shun Nitta (saison 1) et Alan Pascal (saison 2)
- 2019 : Jean-Michel Super Caribou : Jean-Michel le caribou (création de voix)
- 2019-2022 : Taffy : Taffy
- 2020 : Sardine de l'espace : le capitaine Épaule Jaune
- 2020-2021 : Ollie et le Monstrosac : le capitaine Wowski
- 2020-2022 : Duncanville : ALF
- 2020-2023 : Looney Tunes Cartoons : Daffy Duck et Taz
- 2021 : Ghost Force : ?
- 2021 : What If...? : Fandral (saison 1, épisode 7)
- 2021 : Star Wars: Visions : les droïdes de combat (saison 1, épisode 4)
- 2021 : Maya, princesse guerrière (en) : le roi de la grande jungle et Picchu (mini-série)
- 2021 : À découper suivant les pointillés : Secco 2 (saison 1, épisode 6)
- 2021-2024 : Star Wars: The Bad Batch : les droïdes de combat, Fauja (saison 1, épisode 2)
- 2022 : Transformers: BotBots (en) : Dave
- 2022 : Farzar : le prince Fichael
- 2022 : La Vie en slip : Pedro (création de voix)
- 2022 : Kung Fu Panda : Le Chevalier Dragon : Lao (2e voix)
- 2022 : Tales of the Jedi : Anakin Skywalker (saison 1, épisode 5)
- 2022 : Zootopie+ (en) : l'officier Clawhauser (mini-série)
- depuis 2022 : Bugs Bunny Constructeurs : Daffy Duck et Taz
- 2023 : Agent Elvis : voix additionnelles
- 2023 : Ce monde ne m'aura pas : Secco
- 2023 : South Park : le prince Harry (saison 26)
- 2023 : Digman! (en) : Rip Digman[n 34]
- 2023 : Le Petit Prince et ses amis : voix additionnelles
- 2023 : Strange Planet (en) : voix additionnelles
- 2023 : Onimusha (en) : Iemon
- 2023 : Gustave : divers personnages (création de voix)
- 2023 : Scott Pilgrim prend son envol : Todd Ingram[n 35]
- 2023 : Hero Inside : Crying Man
- 2023 : Il était une fois... ces Drôles d'objets : Pierrot (création de voix)
- 2023 : Les Croquemoutard : Morfale (le papa) (création de voix)
- depuis 2023 : Tiny Toons Looniversité : Daffy Duck et Taz
- 2024 : Mères anonymes : Étienne (création de voix)
- 2024 : Véra : Chevalier noir et Jeff (saison 2)
- depuis 2024 : X-Men ’97 : Kevin Sydney / Morph
- depuis 2024 : Dandadan : Jin « Jiji » Enjōji (version Netflix)

### Jeux vidéo
- 1997 : Hercule : Hercule
- 1999 : Rayman 2: The Great Escape : Rayman
- 2000 : Syphon Filter 2 : John Ramirez et voix additionnelles
- 2001 : Syphon Filter 3 : un marin du SS Lorelei
- 2002 : Kingdom Hearts : Hercule et Wakka
- 2002 : Neverwinter Nights : Tomi La Potence
- 2002 : Star Wars : The Clone Wars : Anakin Skywalker
- 2002 : Syberia : Momo / Un étudiant de la bibliothèque
- 2003 : Rayman 3: Hoodlum Havoc : Rayman
- 2003 : Runaway: A Road Adventure : Willy et Rocco
- 2004 : Burnout 3: Takedown : Starman, le DJ
- 2004 : Halo 2 : le prophète du regret / des marines
- 2004 : Shrek 2 : Tibiscuit
- 2005 : Brothers in Arms: Road to Hill 30 : première classe Allen
- 2005 : Jade Empire : Jing Woo ; L'élève Wen ; Shipeng ; le Capitaine Sen ; Hin Goo ; Shen le fossoyeur
- 2005 : Marc Eckō's Getting Up: Contents Under Pressure : Trane
- 2005 : Psychonauts : Bobby Zilch, J.T. Hoofburger, Vernon Tripe, Clem Foote et Baby Oly
- 2005 : Quake 4 : le médecin Anderson
- 2005 : Star Wars, épisode III : Anakin Skywalker
- 2005 : Star Wars: Battlefront II : Anakin Skywalker
- 2005 : Lego Star Wars, le jeu vidéo : Anakin Skywalker
- 2005 : Total Overdose : Ramirez « Rami » Cruz
- 2005 : Ultimate Spider-Man : Peter Parker / Spider-Man
- 2005 : Chicken Little : Boulard
- 2005 : Shrek: Super Slam : Tibiscuit et Pinocchio
- 2006 : Kingdom Hearts 2 : Hercule, Setzer et Stitch
- 2006 : Spider-Man : Bataille pour New York : Peter Parker / Spider-Man
- 2007 : Mass Effect : Jenkins
- 2007 : Halo 3 : voix additionnelles
- 2008 : Brothers in Arms: Hell's Highway : le soldat Larry James Allen
- 2008 : Shaun White Snowboarding : Shaun White
- 2008 : Star Wars: The Clone Wars - Duels au sabre laser : Anakin Skywalker
- 2009 : Star Wars: The Clone Wars - Les Héros de la République : Anakin Skywalker / les droïdes de combat
- 2009 : Dragon Age: Origins : voix additionnelles
- 2009 : Shaun White Skateboarding : Shaun White
- 2009 : Cars: Race-O-Rama : le deuxième élève d'Hudson
- 2010 : BioShock 2 : Wilkins (le joueur de football dans le mode multijoueurs)
- 2010 : Rage : Lassard
- 2011 : Driver: San Francisco : Ayumu Nakamura et voix additionnelles
- 2011 : Star Wars: The Old Republic : Doc
- 2013 : Rayman Legends : Rayman
- 2015 : Disney Infinity 3.0 : Anakin Skywalker / les droïdes de combat
- 2015 : Lego Dimensions : Gamin Gamer
- 2018 : Lego Les Indestructibles : voix additionnelles
- 2018 : World of Warcraft: Battle for Azeroth : l'Explogénieur Méchazoïd

## Voix off

### Radio
- Skyrock (depuis 1997)

### Télévision
- Disney Channel
- Syfy
- Toowam
- Les Guignols de l'info

### Publicités
- Lego Star Wars
- Paper Mario: Color Splash
- Canson
- Yo-kai Watch
- Mario Kart 7
- KFC
- Fanta
- Mario Party: Island Tour
- Crêpes Whaou
- Prince de LU
- New Super Mario Bros.
- Orange
- L'Oréal
- Narta
- McDonald's
- L'Ogm vert (Magasin U)
- Wet Head
- 1000 bornes
- Marvel's Spider-Man: Miles Morales
- Feu Vert (voix du caméléon dans la campagne des 50 ans)

### Contes audio
- Pandaroux: Pandaroux[10]

### Chansons
- Générique Corneil et Bernie
- Générique Sanjay et Craig

### Bandes-annonces
- Les Cinq Légendes : Jack Frost
- La Grande Aventure Lego et La Grande Aventure Lego 2 : Emmet Brickowski
- Cigognes et compagnie : Junior